# Nepanthia belcheri
Nepanthia belcheri är en sjöstjärneart som först beskrevs av Perrier 1875.  Nepanthia belcheri ingår i släktet Nepanthia och familjen Asterinidae. Inga underarter finns listade i Catalogue of Life.